# Brasiléia
Brasiléia là một đô thị thuộc bang Acre, Brasil. Đô thị này có diện tích 4336 km², dân số năm 2007 là 18377 người, mật độ 4,2 người/km².